# Albert Kopfermann
Albert Kopfermann (* 15. Januar 1846 in Dortmund; † 29. Mai 1914 in Berlin) war ein deutscher Musikwissenschaftler und Bibliothekar. 

## Leben
Kopfermann studierte Jura, Philologie und Musikwissenschaft an den Universitäten in Bonn, Berlin und Halle. 1878 wurde er als Nachfolger des verstorbenen Franz Espagne Leiter der Musikabteilung der Königlichen Bibliothek in Berlin und übte diese Funktion bis zu seinem Tod aus. Sein Nachfolger wurde Wilhelm Altmann.
Er gab einige zuvor unbekannte Werke von Mozart und Beethoven heraus.
1908 wurde er zum Professor ernannt.

## Veröffentlichungen (Auswahl)
- Beethovens „Wasserträger“, in: Allgemeine Musikzeitung, Jg. 20 (1893), S. 110 f.
- Ein unbekanntes Adagio von Beethoven, in: Die Musik, Jg. 1 (1901/02), Heft 12 (1. Beethoven-Heft), S. 1059–1061 (Digitalisat).